# Čistěves
Čistěves (v letech 1921–1999 Číštěves, německy Cistowes) je obec v okrese Hradec Králové v Královéhradeckém kraji. Žije v ní 191 obyvatel.

## Historie
První písemná zmínka o obci pochází z roku 1225, kdy ji král Přemysl Otakar I. výměnou za Vestec postoupil bratrům Petrovi a Benedovi, měšťanům z Hradce, a to včetně sedmi popluží a osvobodil je a jejich potomky od služebných povinností „nářezu a noclehu“.  Vladykové z Čistěvsi zde v následujícím století založili tvrz, připomínanou v letech 1389 a 1445. Stávala si jeden kilometr od obce v poloze Na Hrádku, při nynější železniční trati.
V 17. století spadala Čistěves pod panství Smiřice. V dobách rekatolizace byla dle soupisu poddaných tato ves „devátá v počtu protivných a spurných“ obyvatel smiřického panství, kteří odmítali přijmout katolické náboženství. Někteří obyvatelé uprchli a připojili se k exulantům.
Po zrušení nevolnictví byla obec roku 1850 připojena ke správě okresu Hradec Králové. Tragickým dnem obce byl 3. červenec roku 1866, kdy se zde a v lese Svíb odehrála krvavá bitva Prusko-rakouské války, v níž se střetl 8. prapor polních myslivců armády rakouského císařství se 7. pěší divizí vojska pruského království.

## Obyvatelstvo
| Rok            | 1869 | 1880 | 1890 | 1900 | 1910 | 1921 | 1930 | 1950 | 1961 | 1970 | 1980 | 1991 | 2001 | 2011 | 2021 |
| -------------- | ---- | ---- | ---- | ---- | ---- | ---- | ---- | ---- | ---- | ---- | ---- | ---- | ---- | ---- | ---- |
| Počet obyvatel | 188  | 166  | 207  | 175  | 209  | 183  | 200  | 113  | 128  | 121  | 115  | 103  | 107  | 156  | 170  |
| Počet domů     | 24   | 26   | 26   | 28   | 30   | 30   | 31   | 30   | 31   | 29   | 34   | 36   | 41   | 64   | 66   |

## Obecní správa
Mezi lety 1850–1988 byla Čistěves obcí v okrese Hradec Králové (1850–1930), poté v okrese Hradec Králové-okolí (1950) a později opět v okrese Hradec Králové. Od 1. ledna 1989 do 23. listopadu 1990 patřila jako část obce k Všestarům a od 24. listopadu 1990 je opět samostatnou obcí. Od 26. listopadu 1971 do 31. prosince 1988 k obci patřily Máslojedy.

### Obecní symboly
Znak a vlajka byly obci uděleny rozhodnutím předsedy Poslanecké sněmovny Parlamentu České republiky dne 16. července 2014.

## Pamětihodnosti
- Pomník padlým vojákům 8. rakouského praporu polních myslivců z prusko-rakouské války roku 1866, v lese Svíbu, vápenec, Viktor Tilgner, Vídeň 1896
- Torzo pomníku padlých z prusko-rakouské války roku 1866, (chybí nástavec s křížem), pískovec, kolem 1870
- Poklad 356 stříbrných středověkých mincí, zvláště ražeb českých denárů Slavníkovců a Přemyslovců (Boleslava I., II., III. a Vladivoje) z doby kolem roku 1000, a filigránových kuličkových náušnic, byl nalezen roku 1896 na poli a předán do numismatického oddělení Národního muzea v Praze.

## Spolky
- Spolek dobrovolných hasičů – poprvé založen roku 1890 (doloženo foto 1893), podruhé roku 2009

## Galerie

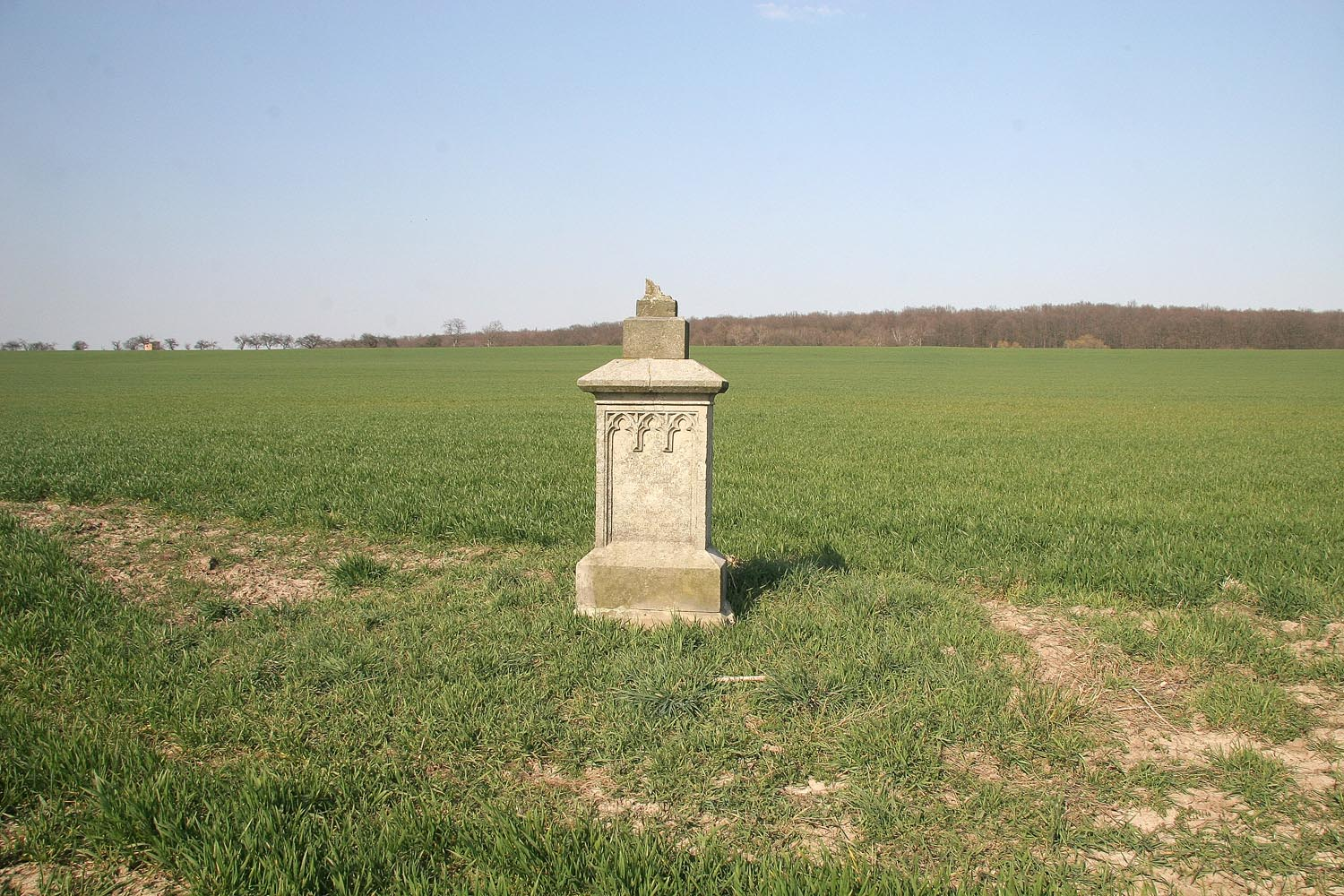
Torzo pomníku
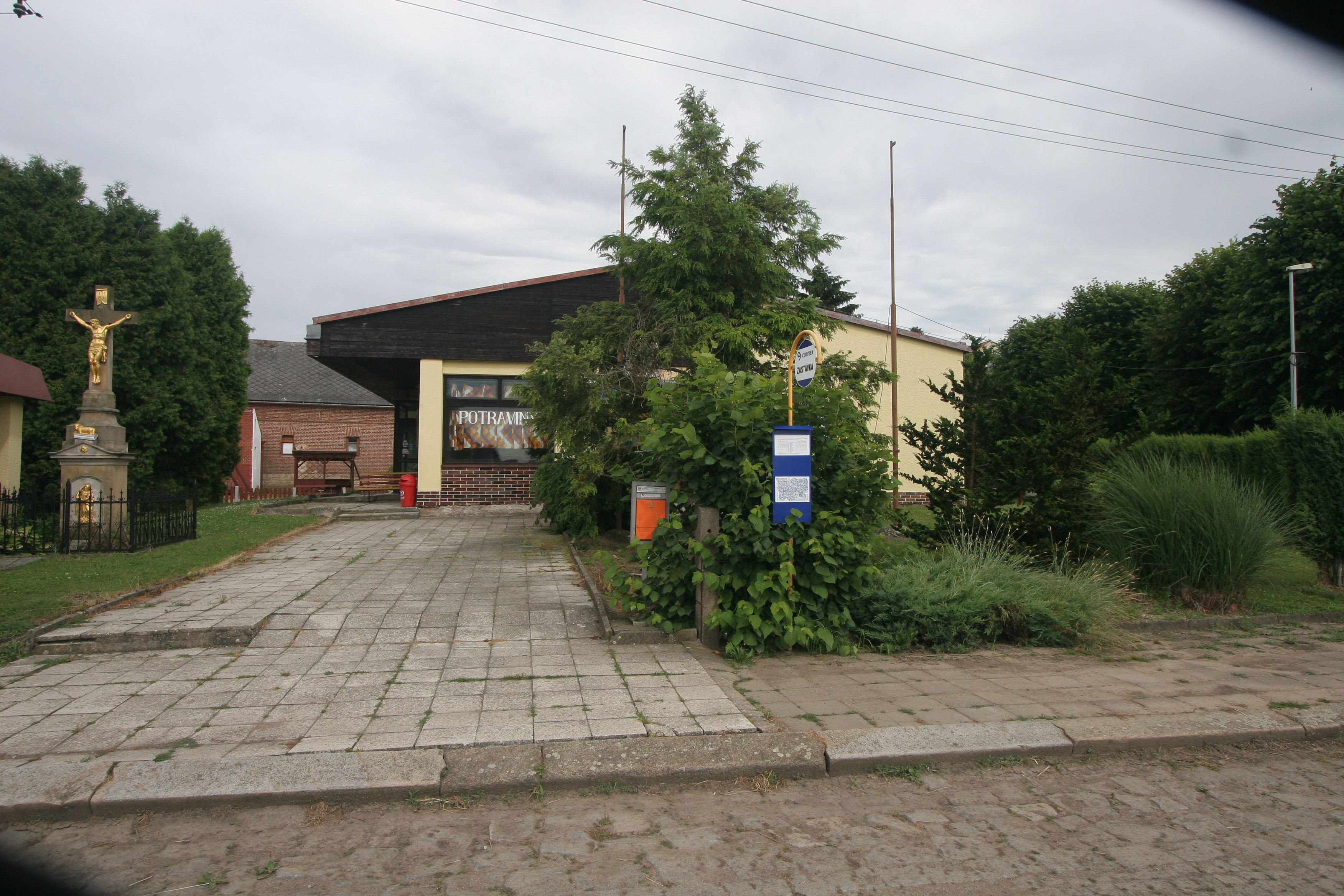
Obchod
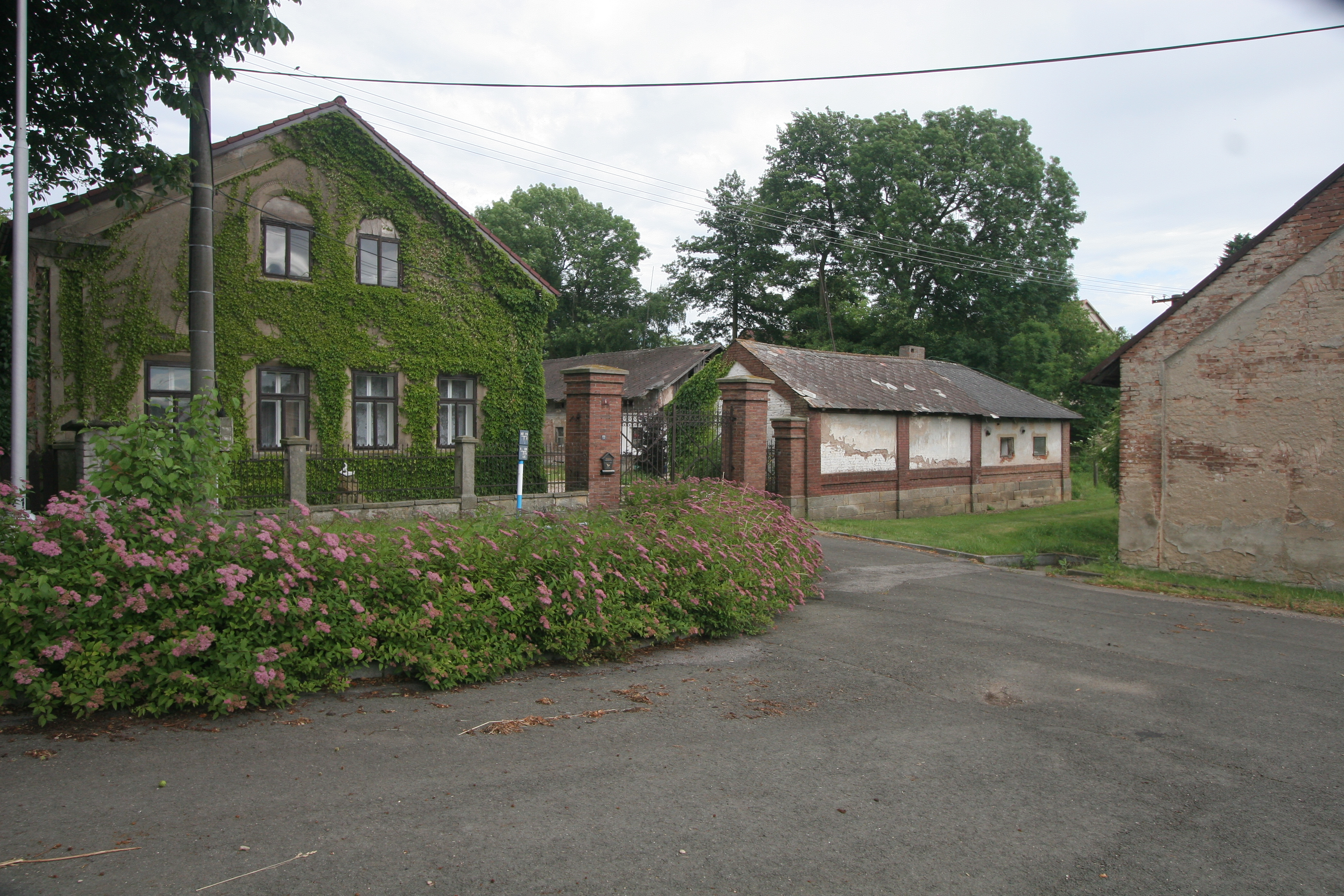
Stavení čp. 6
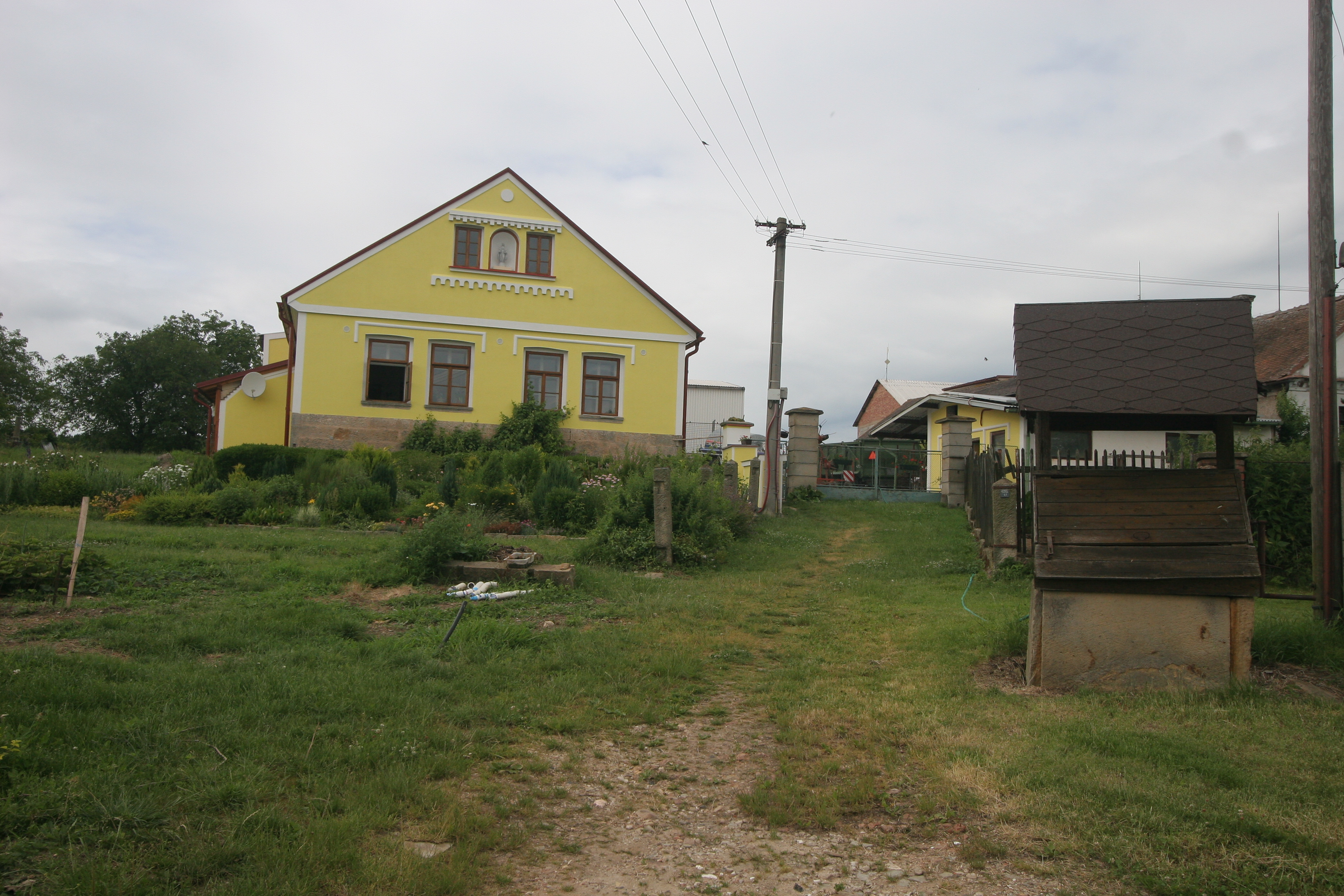
Stavení čp. 9